# Evi Marandi
Evi Marandi (griechisch Εύη Μαράντη, * 7. August 1941 in Athen) ist eine griechisch-italienische Schauspielerin.

## Leben
Marandi wurde als Tochter eines Bankiers in Athen geboren.
Nachdem sie am Actors Studio in New York Schauspielunterricht genommen hatte, ging sie nach Italien und war dort von 1959 bis 1974 als Schauspielerin aktiv. Bekannt ist sie für ihre Rolle der Tiona in Mario Bavas Film Planet der Vampire von 1965. Sie trat unter verschiedenen Variationen ihres Namens auf wie Evy Harandis, Eva Marandi, Evy Marandi, Evy Marandis, Evy Marandys und Evi Morandi.

## Filmografie (Auswahl)
- 1960: Kampf um Rom (La vendetta dei barbari)
- 1961: Franz von Assisi (Francis of Assisi)
- 1961: Die verlorene Legion (Orazi e curiazi)
- 1961: Totòtruffa '62 – Der Betrüger (Totòtruffa '62)
- 1964: Für drei Dollar Blei (Tre dollari di piombo)
- 1964: Zusammen in Paris (Paris – When It Sizzles)
- 1964: Die verdammten Pistolen von Dallas (Las malditas pistolas de Dallas)
- 1964: Cover Girls – Die ganz teuren Mädchen (Cover Girls)
- 1965: Planet der Vampire (Terrore nello spazio)
- 1965: Vollmacht für Jack Clifton (Agente 077 dall'oriente con furore)
- 1966: Agenten Poker (Il gioco delle spie)
- 1966: Agent 3S3 pokert mit Moskau (Agente 3S3, massacro al sole)
- 1968: Luana – Der Fluch des weißen Goldes (Luana la figlia delle foresta vergine)
- 1971: Homo Eroticus